# Pegasos

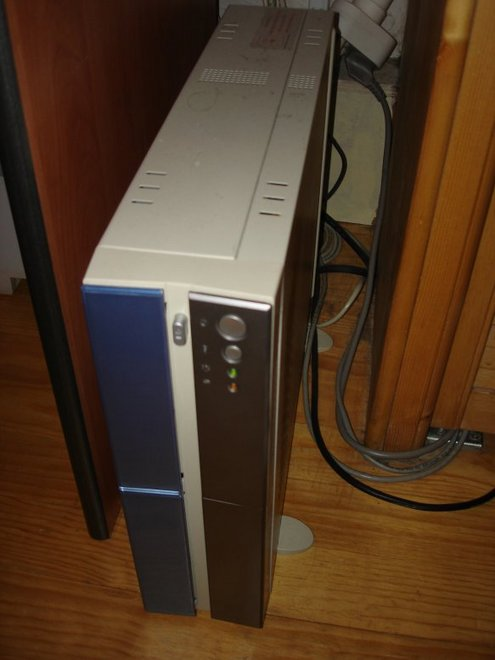
Komputer Open Desktop Workstation firmy Genesi zbudowany w oparciu o płytę Pegasos II

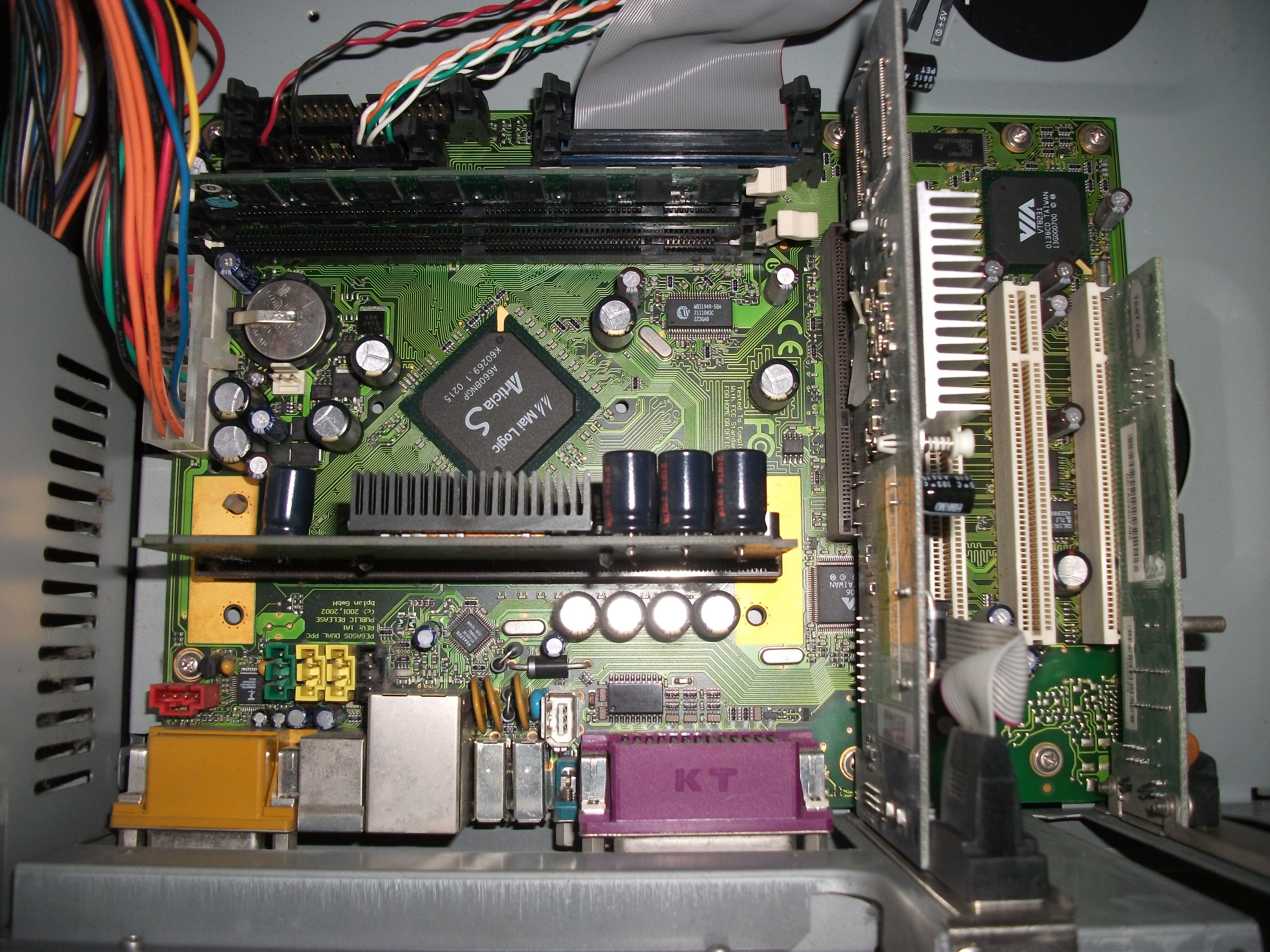
Płyta główna Pegasos I z modułem procesora PowerPC G3

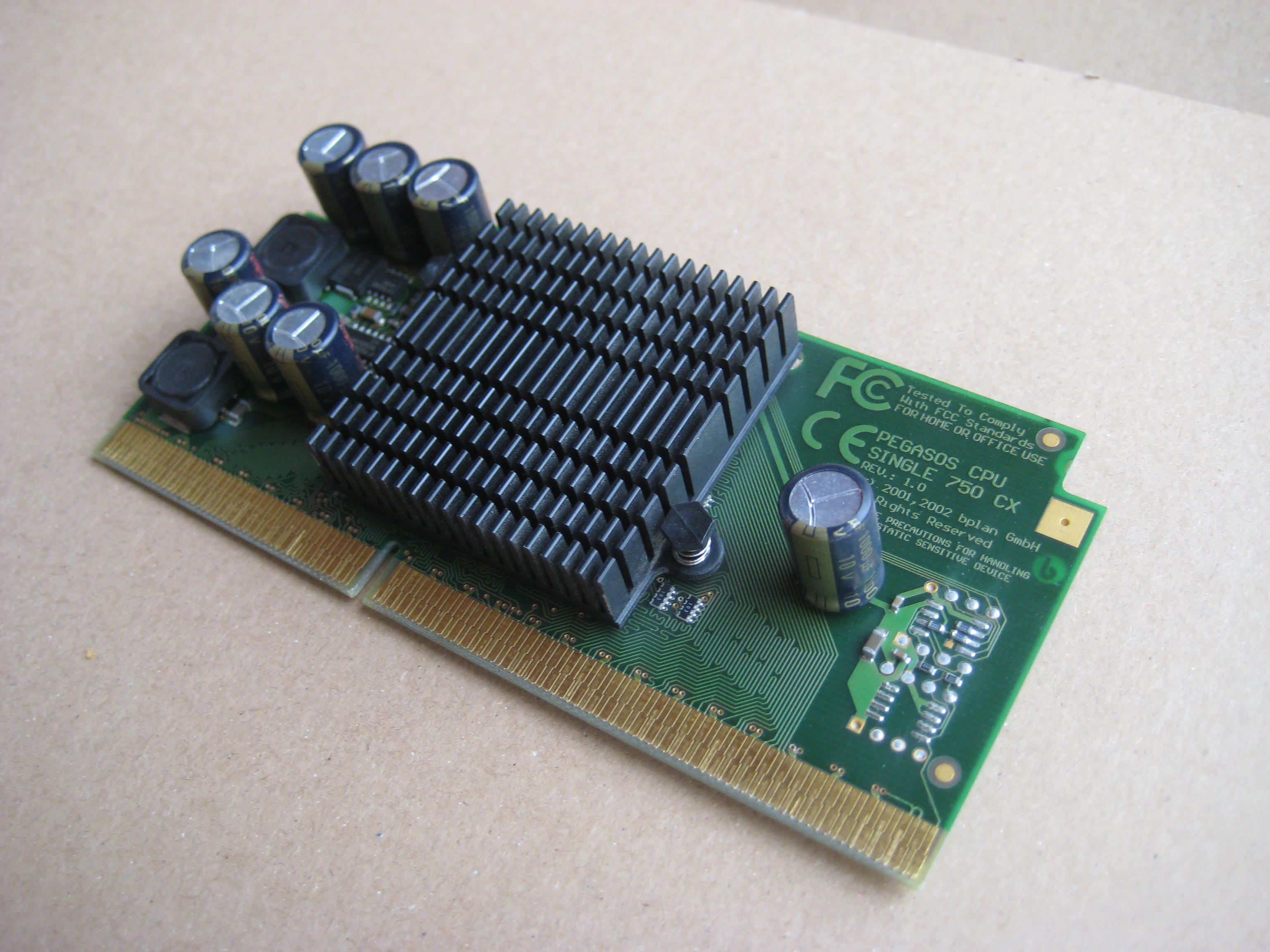
Moduł CPU (PowerPC 750 CX) dla płyty głównej Pegasos I

Pegasos – nazwa płyt głównych komputerów produkowanych przez firmę Genesi. Płyty te oparte są na procesorach PowerPC z serii G3 i G4.
Płyta Pegasos I oparta jest na chipsecie Articia S firmy Mai Logic i procesor PowerPC G3 (750 CX) taktowany częstotliwością 600 MHz. Jak się wkrótce okazało, układ Articia S przejawiał nieoczekiwane zachowania związane z transmisjami DMA. Dlatego w płycie Pegasos II wykorzystano układ Discovery II firmy Marvell, oprócz procesora G3 można w niej zainstalować procesor G4 (7447) taktowany zegarem 1,0 GHz.
Obie płyty są zgodne ze standardem MicroATX, zintegrowane peryferia to port szeregowy, równoległy, porty myszy i klawiatury PS/2, karta sieciowa 100 Mbit/s, podwójny kontroler dyskowy ATA-100, układ dźwiękowy zgodny z AC’97, 3 porty USB 1.1, 2 porty FireWire. Pegasos II posiada dodatkowo kartę sieciową 1 Gbit/s. Obie płyty wyposażone są w 3 złącza PCI (33 MHz, 32-bitowe) oraz jedno złącze grafiki AGP (1x).
Na płytach Pegasos można uruchomić system operacyjny MorphOS, AmigaOS 4.1 kilka dystrybucji Linuksa oraz przy pomocy MacOnLinux system OS X.
Produkcję płyt głównych Pegasos II zakończono w październiku 2006 roku. Jednym z powodów były problemy z przystosowaniem Pegasosa do europejskiej dyrektywy RoHS.

## Wady
Błąd konstrukcyjny płyty Pegasos I uniemożliwia w pełni poprawną pracę z mostkiem Articia S. Objawem tego jest między innymi niemożność używania tunera telewizyjnego PCI z kartą graficzną w gnieździe AGP.